# Corbel
Corbel é uma comuna francesa na região administrativa de Auvérnia-Ródano-Alpes, no departamento de Saboia. Estende-se por uma área de 10,31 km². Em 2010 a comuna tinha 159 habitantes (densidade: 15,4 hab./km²).